# Чёрные змеи
Чёрные змеи, или чёрные аспиды (лат. Pseudechis) — род змей семейства Аспиды.
Змеи этого рода встречаются по всей Австралии за исключением Тасмании, некоторые виды встречаются в Папуа — Новой Гвинее. Они населяют различные места обитания от засушливых мест до болот. Все виды рода являются опасными и могут нанести потенциально смертельные укусы.
Большинство змей этого рода составляют около 2 м в длину и отличаются по цвету. Некоторые виды коричневые, другие могут быть черными. Самые узнаваемые и широко распространенные виды — это чёрная змея (Pseudechis porphyriacus) и Pseudechis australis.
Эти змеи питаются ящерицами, лягушками, птицами, мелкими млекопитающими и даже другими змеями. Все виды, кроме чёрной змеи, являются яйцекладущими.

## Виды
- Pseudechis australis
- Чёрный аспид Бутлера (Pseudechis butleri)[1]
- Чёрный аспид Коллетта (Pseudechis collettii)
- Пятнистый чёрный аспид (Pseudechis guttatus)
- Pseudechis pailsi
- Папуанский чёрный аспид (Pseudechis papuanus)
- Чёрная змея (Pseudechis porphyriacus), или чёрная ехидна
- Pseudechis rossignolii
- Pseudechis weigeli